# Mindanao-junglevliegenvanger
De mindanao-junglevliegenvanger (Vauriella goodfellowi synoniem Rhinomyias goodfellowi) is een vogelsoort uit de familie van de Muscicapidae (vliegenvangers). Het is een endemische vogelsoort van de Filipijnen. De vogel is vernoemd naar de persoon die de vogel in 1905 van Mindanao opstuurde naar het Natural History Museum, Walter Goodfellow en werd geldig beschreven door William Robert Ogilvie-Grant.

## Kenmerken
De vogel is 17,5 tot 18 cm lang. Het is een relatief grote junglevliegenvanger. De vogel is van boven donker leigrijs en van onder lichter gekleurd, de keel is wit, de borst en de flanken zijn bleek roodbruin en de onderbuik en onderstaartdekveren zijn vuilwit. Kenmerkend is een smalle zwarte ring rond het oog en zwarte teugel (ruimte tussen oog en snavel) en daar omheen een contrasterende, brede witte ring. Het oog is roodbruin en de snavel is donker hoornkleurig en de poten zijn vleeskleurig.

## Verspreiding en leefgebied
De mindanao-junglevliegenvanger komt alleen voor op het eiland Mindanao in het zuiden van de Filipijnen. Het leefgebied is montaan tropisch plankwortelbos boven de 1000 m boven zeeniveau.

## Status
De Mindanao-junglevliegenvanger heeft een beperkt verspreidingsgebied en daardoor is de kans op uitsterven aanwezig. Het is een zeldzame vogel en de populatie-aantallen nemen af door habitatverlies (ontbossing). Om deze redenen staat deze soort als gevoelig op de Rode Lijst van de IUCN.